# Autocannone
Autocannone (Аутоканноне в переводе с итальянского, дословно, автопушка или автоорудие) — общее название итальянских артиллерийских систем установленных на шасси грузовых автомобилей и прочих автотранспортных средств. Наибольшее распространение получили в годы Второй мировой войны, особенно на Североафриканском театре военных действий.

## История

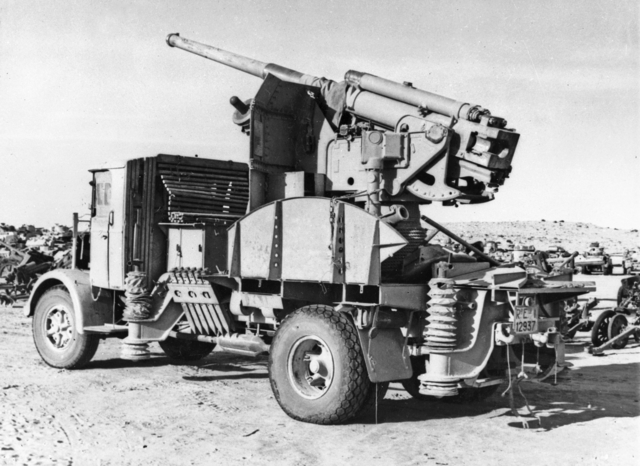
Autocannone 90/53 su Lancia 3Ro

Итальянская армия вступила во Вторую мировую войну в июне 1940 года слабо оснащённой, особенно это касалось бронетехники. У итальянцев имелось значительное количество артиллерии, однако вся она была буксировочной, и эффективно использовать её в стремительно меняющемся ходе боевых действий не представлялось возможным. В Северной Африке итальянцы встретили противника со значительным количеством бронетехники и авиации. Самоходные артиллерийские установки у итальянцев вовсе отсутствовали и были ещё только на стадии проектирования, зенитные орудия не были мобильными. Чтобы хоть как-то восполнить отсутствие самоходной артиллерии и мобильных средств ПВО, итальянские военные инженеры вспомнили опыт Первой мировой войны, когда на грузовые автомобили марки SPA устанавливались орудийные системы калибра 102 мм, что в свою очередь значительно повысило мобильность такой артиллерии в целом. Такие артиллерийские автомобили получили название Autocannone. Итальянские autocannone первоначально изготавливались в основном в полевых условиях, однако позже некоторые, как, в частности 90/53 su Breda 52, освоили военные заводы Италии. Конструкция autocannone была как правило простой: жёсткий крепёж орудий в кузов грузовых автомобилей. В качестве опоры могли выступать тумбы, на которых орудие можно было разворачивать на 360 градусов. Для удобства некоторые грузовики с такой артиллерией имели кабины с брезентовой крышей и съёмным лобовым стеклом, которые при стрельбе можно было легко опускать. Грузовики, имевшие мощные орудия, оснащались с двух сторон специальными опорами, как у автокранов, позволявшими при отдаче орудия удерживать грузовик на месте. Орудия, устанавливаемые на autocannone, были различного типа (гаубицы, зенитки и даже морские орудия) и различного калибра (как правило от 65 до 102 мм).

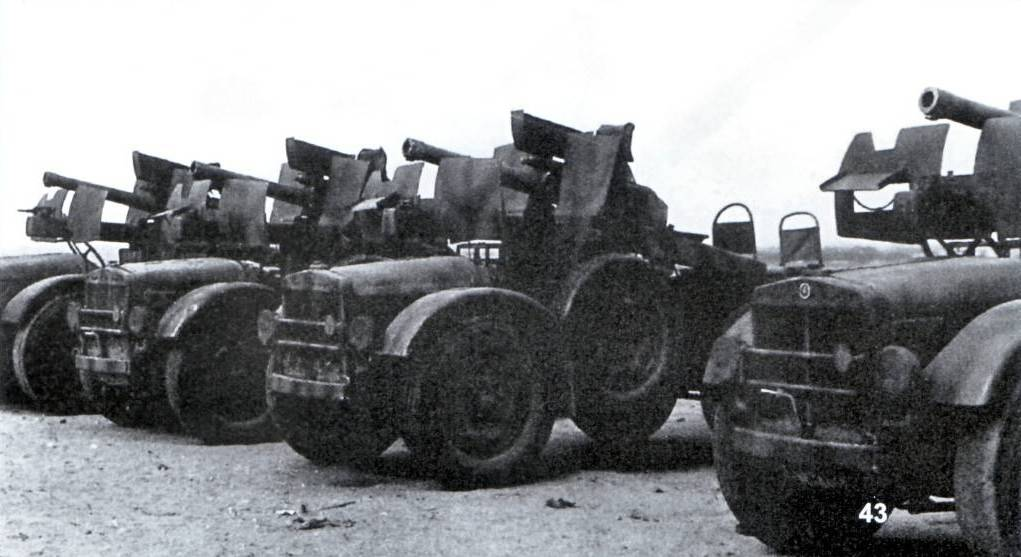
Autocannone 75/27 su TL37

Autocannone имели как свои достоинства, так и недостатки, хотя, конечно, последних было больше:
- + Простота и дешевизна, возможность изготовить такую конструкцию в полевых условиях без существенной переделки грузовика и самого орудия, более высокая скорость на марше по сравнению с гусеничной самоходкой.
- - Уязвимость: autocannone не были бронированы и с лёгкостью расстреливались вражеской бронетехникой и авиацией с пулемётов. Время для развёртывания. Плохая проходимость в условиях пустыни по сравнению с гусеничными самоходками, проблемы с автомобильными запчастями на фоне ухудшения снабжения итальянской армии, особенно шинами. Всё это вынуждало итальянцев часто бросать подобные артиллерийские автомобили.

Тем не менее нехватка классических бронированных самоходок вынуждала использовать autocannone в итальянской армии вплоть до 1943 года.

## Модели
Ниже перечислены основные модели autocannone, состоявшие на вооружении Королевской армии Италии:

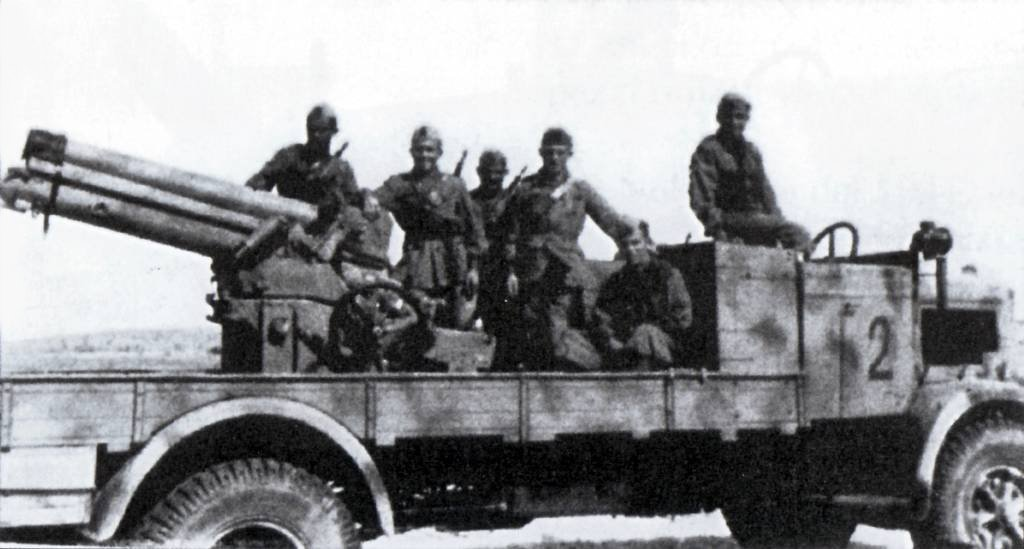
100/17 su Lancia 3Ro

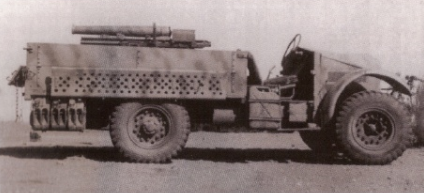
65/17 su Morris CS8

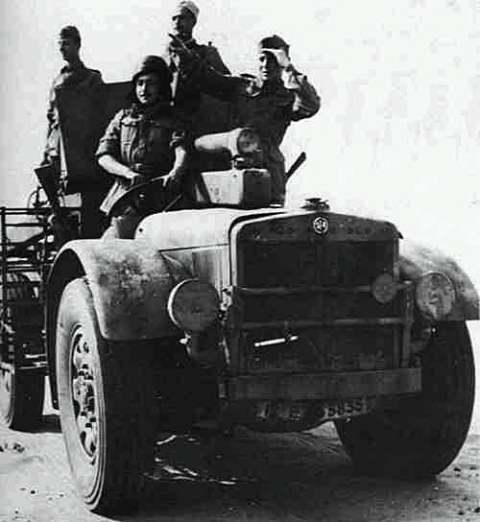
75/27 su TL37

### 75/27 CK su Ceirano 50 CMA
Зенитное орудие 75/27 СК калибра 75-мм установленное на шасси грузовика Ceirano 50 CMA. Выпускались в 1939-1940 годах, построено не менее 166 единиц, расчёт 6 человек.

### Lancia Ro da 76/30
Морское орудие 76/40 Mod. 1916 R.M. калибра 76-мм установленное на шасси грузовика Lancia Ro. Изготовлено в полевых мастерских не менее 14 единиц в Ливии.

### Fiat 634N da 76/30
Тоже орудие, но установленное на шасси грузовика Fiat 634N. Построены в 1942 году.

### 90/53 su Lancia 3Ro
Зенитное орудие Cannone da 90/53 калибра 90-мм установлено на шасси грузовика Lancia 3Ro. Строились в 1941 году. Всего концу года построено около трёх десятков единиц.

### 90/53 su Breda 52
Тоже орудие, но установлено на шасси трёхосного тяжёлого грузовика Breda 52.

### 75/27 su TL37
Полевое орудие 75/27 Mod. 1911 калибра 75-мм установленное на артиллерийский тягач Fiat-SPA TL37. Построено около 20-30 экземпляров.

### 100/17 su Lancia 3Ro
Гаубица Škoda 10 cm Vz. 1914 калибра 100-мм установленная на шасси грузовика Lancia 3Ro. В 1941 году построено около 20 экземпляров. Расчёт 4 человека.

### 102/35 su Fiat 634N
Корабельное орудие 102/35 Mod. 1914 калибра 102-мм установленное на шасси грузовика Fiat 634N. Строились в 1942 году. Расчёт 6 человек.

### 65/17 su Morris CS8
Горное орудие 65/17 Mod. 1908/1913 калибра 65-мм установленное на шасси трофейного британского грузовика Morris CS8. Построено 28 экземпляров в 1941 году. Расчёт 4 человека.

### Semovente ruotato da 90/53 Breda 501
Попытка создать самоходное зенитное орудие на колёсном ходу. Самоходка была построена на трёхосном шасси грузовика Breda с орудием Cannone da 90/53. Имела открытый бронированный корпус и орудийный щит. Однако серийное производство налажено не было. В 1943 году построено 2 экземпляра.

## Боевое применение
Autocannone применялись в боевых действиях в Северной Африке, однако зафиксированы случаи применения и на других фронтах, где участвовала Италия. XX-я группа 75-мм самоходных орудий, (75/27 CK su Ceirano 50 CMA), в июле 1940 года была развёрнута в Ливии. В 1941 году они защищали города Бенгази и Триполи.
В ноябре 1940 года Autocannone Lancia 3RO da 100/17 применялись при вторжении в Грецию. Причём были они уничтожены не греками, а немецкими «Штуками», лётчики которых приняли их за вражеские машины.
Autocanone FIAT 634 da 102/35 поступили в распоряжение итальянской танковой дивизии «Ариете», а также дивизии «Тренто». Участвовали в сражении с британскими войсками у североафриканского города Бир Эль Гоби.
Небольшое количество Autocannone использовались фашистской милицией береговой охраны (MILMART) в июле 1943 года во время высадки союзников на Сицилию.